# Tegenaria advena
Tegenaria advena là một loài nhện trong họ Agelenidae.
Loài này thuộc chi Tegenaria. Tegenaria advena được Carl Ludwig Koch miêu tả năm 1841.